# Nelson Lagoon
Nelson Lagoon is een plaats (census-designated place) in de Amerikaanse staat Alaska, en valt bestuurlijk gezien onder Aleutians East Borough. De plaats is in 1882 vernoemd naar de Amerikaanse natuuronderzoeker en ontdekkingsreiziger Edward William Nelson die daar tussen 1877 en 1920 onderzoek deed.

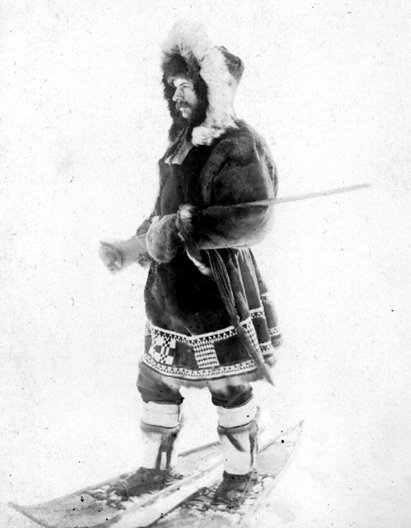
Edward William Nelson in Alaska

## Demografie
Bij de volkstelling in 2000 werd het aantal inwoners vastgesteld op 83.

## Geografie
Volgens het United States Census Bureau beslaat de plaats een oppervlakte van
509,3 km², waarvan 350,3 km² land en 159,0 km² water.

## Plaatsen in de nabije omgeving
De onderstaande figuur toont nabijgelegen plaatsen in een straal van 128 km rond Nelson Lagoon.